# Soignies (okręg)
Soignies (fr. Arrondissement administratif de Soignies, nld. Arrondissement Zinnik, niem. Bezirk Soignies) – okręg w północnej Belgii, w Regionie Walońskim, w prowincji Hainaut.  

## Podział administracyjny
Okręg podzielony jest na sześć gmin (nld. gemeente, fr. commmune, niem. Gemeinde), w skład których wchodzi 26 dzielnic (deelgemeente)
| - Braine-le-Comte ('s-Gravenbrakel), miasto - Hennuyères - Henripont - Petit-Rœulx-lez-Braine - Ronquières - Steenkerque (Steenkerke) - Écaussinnes - Écaussinnes-d’Enghien - Écaussinnes-Lalaing - Marche-lez-Écaussinnes - Le Rœulx, miasto - Gottignies - Mignault - Thieu - Ville-sur-Haine - Manage - Bellecourt - Bois-d’Haine - Fayt-lez-Manage - La Hestre | - Seneffe - Arquennes (Arkene) - Familleureux - Feluy - Petit-Rœulx-lez-Nivelles - Soignies (Zinnik), miasto - Casteau - Chaussée-Notre-Dame-Louvignies - Horrues - Naast - Neufvilles - Thieusies |